# Vohlasaari (ö i Birkaland)
Vohlasaari är en halvö i Finland. Den ligger i sjön Kirjasjärvi och i kommunen Sastamala i den ekonomiska regionen  Sydvästra Birkaland och landskapet Birkaland, i den sydvästra delen av landet, 190 km nordväst om huvudstaden Helsingfors.